# ポートランド都市圏

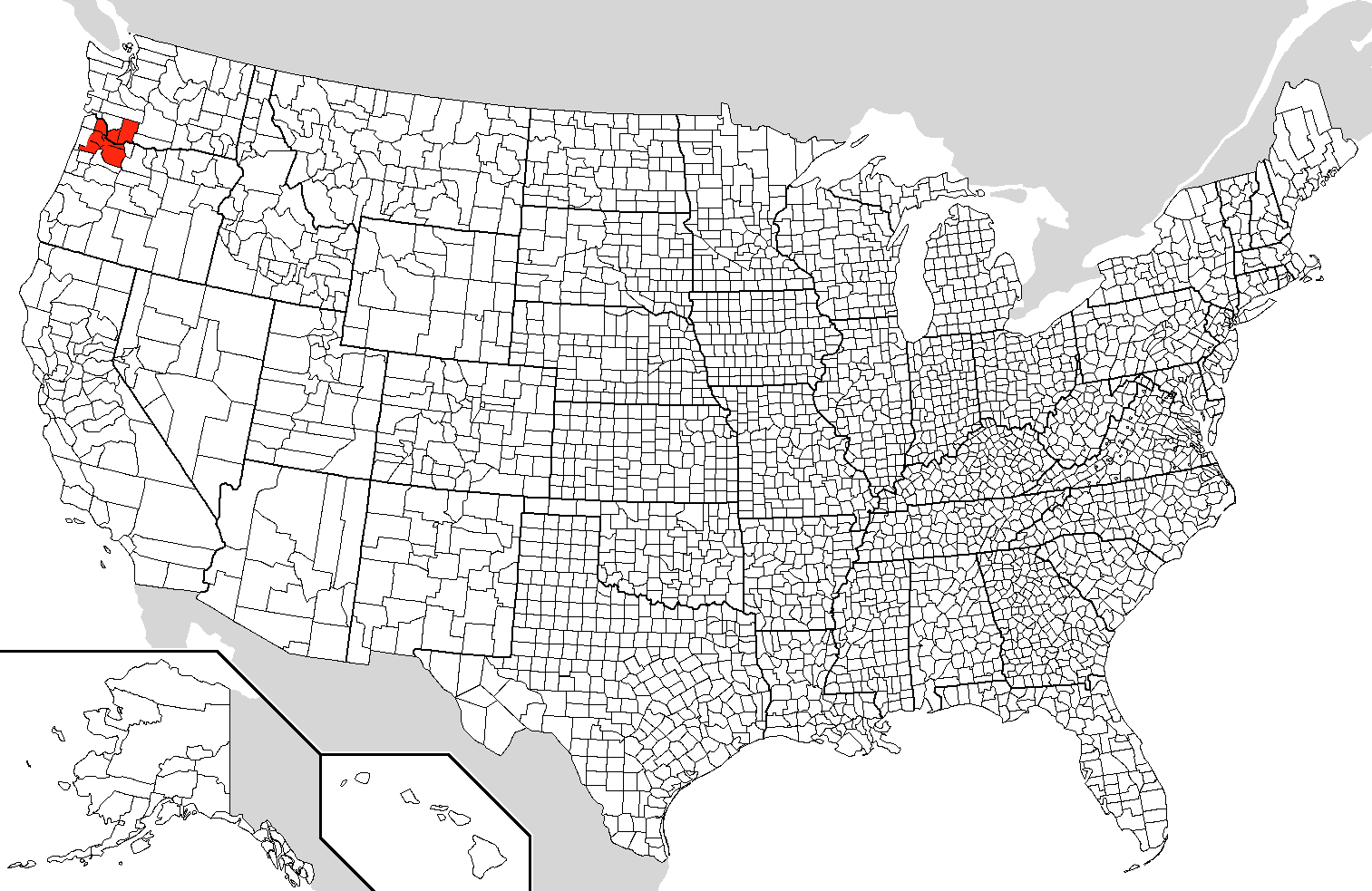
ポートランド都市圏の位置

ポートランド＝バンクーバー大都市統計地域（英: Portland-Vancouver, Oregon-Washington, Metropolitan Statistical Area）は、アメリカ合衆国オレゴン州ポートランド市を中心としたオレゴン州とワシントン州にまたがる都市圏である。ポートランド大都市圏（英: Portland metropolitan area）や大ポートランド（英: Greater Portland）とも呼ばれる。アメリカ合衆国国勢調査局はポートランド＝バンクーバー大都市統計地域の範囲を、オレゴン州クラカマス郡、コロンビア郡、マルトノマ郡、ワシントン郡、ヤムヒル郡、およびワシントン州クラーク郡、スカマニア郡の全域として定義している。ワシントン州の2郡については、オレゴン州とコロンビア川を挟んで離れた位置にある。
ポートランド都市圏のオレゴン州部分は同州最大の都心となっており、地域内の土地利用計画などを行う直接民主制地域政府「メトロ」の管轄下にある。
現在の同都市圏の定義は最近になって作られたもので、それ以前はポートランド統合都市圏（英: Portland Consolidated Metropolitan Area）としてセイラム大都市統計地域（英: Salem Metropolitan Statistical Area）を包括する大都市圏を形成していた。もしセイラム都市圏が現在もポートランド都市圏の一部に属していたならば、ポートランド都市圏の人口は2,599,142人になっていた（2008年推定）。さらに近接するロングビュー都市圏も合わせれば人口は2,708,396人にまで上っていた（2008年推定）。

## 都市と共同体
ポートランド都市圏に属する主要都市はオレゴン州ポートランド、ビーバートン、グレシャム、ヒルズボロ、ワシントン州バンクーバーである。また小規模な都市としては、オレゴン州フェアビュー、グラッドストーン、キングシティ、レイクオスウィーゴ、ミルウォーキー、オレゴンシティ、シャーウッド、タイガード、トラウトデール、トゥアラティン、ウェストリン、ウィルソンビル、ハッピーバレー、ウッドビレッジ、およびワシントン州バトルグラウンド、キャマス、ワシューガルがある。
また同都市圏に属するオレゴン州の非法人地域としてアロア、ビーバークリーク、シーダーミル、クラカマス、ダマスカス、ダンソープ、ガーデンホーム、ローリーヒルズ、ウェストスロープがある。

## 大都市統計地域
ポートランド＝バンクーバー＝ヒルズボロ大都市統計地域はアメリカ合衆国で第23位の人口規模を誇り、その人口は2,207,462人に上る（2008年推定）。その内、1,595,704人がオレゴン州に居住し（州人口の42%以上）、残りがワシントン州に居住している。同大都市統計地域はオレゴン州マルトノマ郡、ワシントン郡、クラカマス郡、コロンビア郡、ヤムヒル郡、およびワシントン州クラーク郡、スカマニア郡から構成される。この地域には中心都市であるオレゴン州ポートランドのほか、同州ビーバートン、グレシャム、ヒルズボロ、ミルウォーキー、レイクオスウィーゴ、オレゴンシティ、フェアビュー、ウッドビレッジ、トラウトデール、トゥアラティン、タイガード、ウェストリン、バンクーバー、ワシントン州バンクーバー、キャマス、ワシューガルが含まれる。

## 交通機関
ポートランドは、州間高速道路84号西線の西端であり、州間高速道路5号線とジャンクションを形成している。その他の重要な道路として、都市圏東部のバイパスである州間高速道路205号線、西部と南東部を結ぶ国道26号線、北西に伸びる国道30号線、国道26号線と州間高速道路5号線を接続しビーバートンを貫くオレゴン州道217号線がある。国道26号線と国道30号線はオレゴン海岸まで続いている。また、ワシントン州道14号線はコロンビア川の北岸を通る道路で、バンクーバー中心街から東に向かってカマス、ワシューガルまで続いている。
オレゴン側の公共輸送機関は、その大部分がトライメットの管轄下にある。MAXライトレールや路線バスを運行している。その他、サンディで運営する「サンディ・エリア・メトロ」、モラーラ近郊で運営する「サウス・クラカマス・トランスポーテーション・ディストリクト」、キャンビー近郊で運営する「キャンビー・エリア・トランジット（CAT）」、ウィルソンビルで運営する「サウス・メトロ・エリア・リージョナル・トランジット（SMART）」、ヤムヒル郡の「ヤムヒル・カウンティ・トランジット・エリア（YCTA）」がある。ワシントン州クラーク郡で運営している公共輸送機関に「C-TRAN」がある。オレゴン州コロンビア郡では「コロンビア・カウンティ・ライダー（CCライダー）」という輸送機関が平日通勤時間帯のみセントヘレンズとポートランド中心街を結び、またスカプースとセントヘレンズの間を結んでいる。。